# Сянъюань
Сянъюа́нь (кит. упр. 襄垣, пиньинь Xiāngyuán, буквально: «крепостная стена Сяна») — уезд городского округа Чанчжи провинции Шаньси (КНР).

## История
Ещё во времена Воюющих царств цзиньский хоу Чжао Сянцзы возвёл в этих местах город с крепостной стеной. После того, как царство Цинь завоевало все остальные царства и образовало первую в истории Китая централизованную империю, здесь был образован уезд Сянъюань.
В 1949 году был образован Специальный район Чанчжи (长治专区), и уезд вошёл в его состав. В 1958 году Специальный район Чанчжи был переименован в Специальный район Цзиньдуннань (晋东南专区); уезд Сянъюань при этом был объединён с уездом Циньсянь в уезд Сянцинь (襄沁县), а затем уезды Сянцинь и Циньюань были объединены в уезд Циньсянь (沁县). В 1960 году уезд Сянъюань был воссоздан.
В 1970 году Специальный район Цзиньдуннань был переименован в Округ Цзиньдуннань (晋东南地区).
В 1985 году постановлением Госсовета КНР были расформированы город Чанчжи и округ Цзиньдуннань, а на их территории образованы городские округа Чанчжи и Цзиньчэн; уезд вошёл в состав городского округа Чанчжи.

## Административное деление
Уезд делится на 8 посёлков и 3 волости.